# Font de Santa Maria
La Font de Santa Maria es troba a la plaça de Santa Maria del Mar i està catalogada com a Bé Cultural d'Interès Local.

## Descripció
Es tracta d'una construcció cúbica realitzada amb pedra de Montjuïc, de planta trapezoïdal irregular, destinada a dipòsit i punt de distribució de les aigües que venien de les mines de Montcada per abastir la ciutat.
La font es troba adossada a l'edifici núm. 1 del carrer de les Caputxes, que té façanes a aquest carrer i el dels Abaixadors i la plaça de Santa Maria. L'espai de l'actual plaça va estar ocupat fins a inici del segle xix per un dels dos fossars que disposava la basílica de Santa Maria del Mar, raó per la qual la pila i les tres canelles miraven cap al carrer dels Abaixadors. Tot i que a nivell de façana no s'observa cap vestigi d'aquest primitiu emplaçament, des de l'interior del dipòsit s'han pogut observar els forats originals de la sortida vers les canelles.
A la façana de la plaça de Santa Maria, a banda de la pila i les canalleres (amb aixetes metàl·liques), es pot observar un petit rosetó amb treceria calada que servia de respirador del dipòsit. El costat que mira al carrer dels Abaixadors disposa d'un tractament més acurat. En aquesta façana poden veure's dues gàrgoles zoomòrfiques, representant un drac i un lleó, i els escuts reial i de la ciutat dins lloses caironades. El tercer mur (carrer de les Caputxes) és igualment de pedra i en ell s'obra una portella (l'actual és fruit de la restauració de la font de l'any 2001) que dona a l'interior del dipòsit. També es pot accedir al dipòsit a partir d'una trapa que es troba al terrat transitable que fa de coberta de la font, i el qual és d'ús de la finca veïna del carrer de les Caputxes. A banda de l'estructura del dipòsit, la font havia comptat també amb un alt repartidor que fou enderrocat a la dècada de 1960.

## Història
La font fou construïda per ordre del Consell de Cent de la ciutat els primers anys del segle xv, i el seu autor fou el reconegut arquitecte Arnau Bargués, el qual va reclamar l'any 1402 diverses quantitats per a l'obra. Bargués va exercir com a mestre major de les obres de la Catedral (1397-1405), feu la façana de la Casa del Consell com a mestre d'obres de la ciutat, i per encàrrec del rei Martí l'Humà realitzà les obres de les estances reials del monestir de Poblet. No és estrany que el Consell de Cent encarregués l'obra de la font a un mestre de prestigi com Arnau Bargués. Anys abans, el propi Consell havia confiat en un altre important mestre de cases, Bernat Roca (mestre d'Arnau Bargués) per a diferents tasques de conducció d'aigua i per la construcció de la font de Sant Just (1367-1369). Alguns autors (sense aportar la referència documental) afirmen que la font va ser inaugurada el 5 de desembre de 1403.
L'any 1526, el Consell de Cent va autoritzar el propietari de la casa immediata a la font a tenir-hi a sobre un tancat amb «tarongers, murtreres i altres verdures», un jardí i una barana que, amb formes diferents i amb l'afegit d'algun cos edificat, han sobreviscut fins avui.
Dins la política de supressió dels fossars interiors de la ciutat, l'any 1802 es va iniciar un llarg contenciós entre l'Ajuntament i la Parròquia de Santa Maria del Mar per la creació d'una plaça pública al lloc que ocupava el cementiri que hi havia entre el temple i la font. Això va significar el canvi de l'orientació de la font, que des de llavors es va obrir vers al nou espai públic, molt més ample i de fàcil accés.
L'any 1962 se'n va fer una restauració completa, moment en el qual va eliminar-se l'esvelt repartidor. El 2007, l'Institut Municipal del Paisatge Urbà de Barcelona es va impulsar un nou projecte de restauració.